# West Japan Railway Company

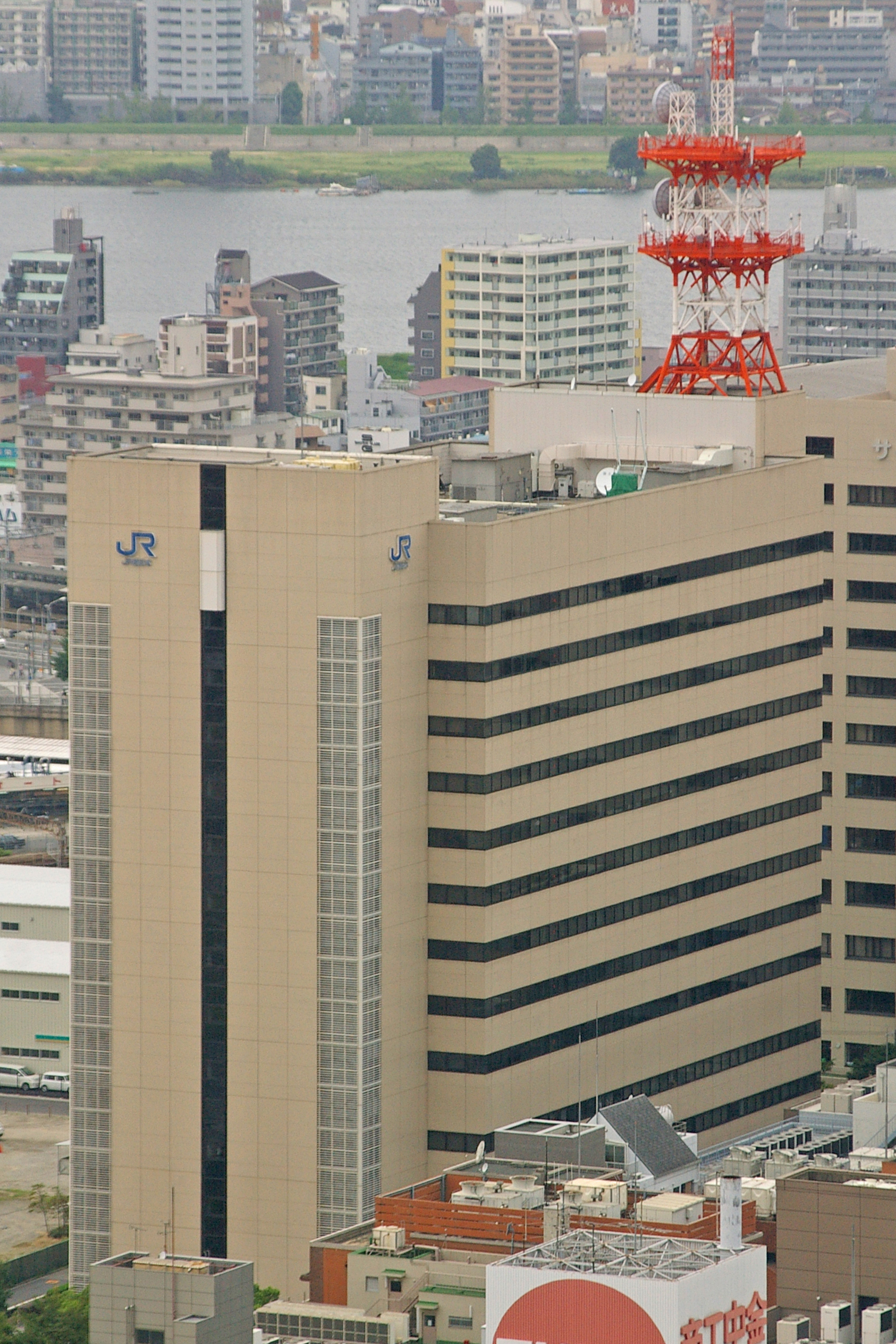
Sede da JR West em Kita-ku, Osaka

A West Japan Railway Company (西日本旅客鉄道株式会社, Nishi-Nihon Ryokaku Tetsudō Kabushiki-gaisha), também referida como JR West (JR西日本, Jeiāru Nishi Nihon), é uma das companhias da Japan Railways (JR), um grupo de companhias ferroviárias que opera na parte ocidental da ilha de Honshū.